# عيرون
عيرون هي إحدى القرى اللبنانية من قرى قضاء المتن في محافظة جبل لبنان.